# Dietrich Neumann (Agrarwissenschaftler)
Dietrich Hermann Franz Neumann (* 3. August 1922 in Tangermünde; † 24. Oktober 2002) war ein deutscher Agrarwissenschaftler und Hochschullehrer.

## Leben und Wirken
Neumann stammte aus der preußischen Provinz Sachsen. Nach dem Schulbesuch in Tangermünde ging er nach Einsatz beim Reichsarbeitsdienst ab 1943 zum Studium und promovierte 1951v zum Dr. agr. Das Thema seiner Dissertation lautete Die Blühverhältnisse und der Frucht- und Samenansatz beim Ölkürbis nach natürlicher und künstlicher Bestäubung.
1957 wurde er Dozent für Obstbau an der Universität Rostock, wo er 1959 nach der zwei Jahre zuvor erfolgten Habilitation zum Professor und Leiter der Abteilung Obstbau am Universitätsinstitut für Acker- und Pflanzenbau ernannt wurde.
1968 wurde er Leiter der Abteilung Obstbau des DAL-Instituts für Obstforschung in Dresden. 1987 erfolgte seine Emeritierung.